# Sportovní střelba na Letních olympijských hrách 1988
Střelecké soutěže na Olympijských hrách v Soulu 1988 se konaly od 18. září do 24. září.

## Medailisté

### Muži
| Kategorie                                     | Zlato                                              | Stříbro                                              | Bronz                                   |
| --------------------------------------------- | -------------------------------------------------- | ---------------------------------------------------- | --------------------------------------- |
| 50 metrů libovolná malorážka - polohový závod | Malcolm Cooper · Velká Británie (GBR)              | Alister Allan · Velká Británie (GBR)                 | Kirill Ivanov · Sovětský svaz (URS)     |
| 50 m malorážka vleže                          | Miroslav Varga · Československo (TCH)              | Cha Young-chul · Jižní Korea (KOR)                   | Attila Záhonyi · Maďarsko (HUN)         |
| 10 m vzduchová puška                          | Goran Maksimović · Jugoslávie (YUG)                | Nicolas Berthelot · Francie (FRA)                    | Johann Riederer · Západní Německo (FRG) |
| 50 m pistole                                  | Sorin Babii · Rumunsko (ROU)                       | Ragnar Skanåker · Švédsko (SWE)                      | Igor Basinski · Sovětský svaz (URS)     |
| 25 m rychlopalná pistole                      | Afanasijs Kuzmins · Sovětský svaz (URS)            | Ralf Schumann · Německá demokratická republika (GDR) | Zoltán Kovács · Maďarsko (HUN)          |
| 10 m vzduchová pistole                        | Tanju Kirjakov · Bulharsko (BUL)                   | Erich Buljung · Spojené státy americké (USA)         | Xu Haifeng · Čína (CHN)                 |
| 50 metrů průběžný cíl                         | Tor Heiestad · Norsko (NOR)                        | Huang Shiping · Čína (CHN)                           | Gennadi Avramenko · Sovětský svaz (URS) |
| Trap                                          | Dmitry Monakov · Sovětský svaz (URS)               | Miloslav Bednařík · Československo (TCH)             | Frans Peeters · Belgie (BEL)            |
| Skeet                                         | Axel Wegner · Německá demokratická republika (GDR) | Alfonso de Iruarrizaga · Chile (CHI)                 | Jorge Guardiola · Španělsko (ESP)       |

### Ženy
| Kategorie                  | Zlato                                     | Stříbro                                   | Bronz                                      |
| -------------------------- | ----------------------------------------- | ----------------------------------------- | ------------------------------------------ |
| Puška na 50 m (3 pozice)   | Silvia Sperberová · Západní Německo (FRG) | Vesela Letcheva · Bulharsko (BUL)         | Valentina Cherkasová · Sovětský svaz (URS) |
| 10 metrů vzduchová puška   | Irina Shilova · Sovětský svaz (URS)       | Silvia Sperberová · Západní Německo (FRG) | Anna Maloukhina · Sovětský svaz (URS)      |
| 25 metrů sportovní pistole | Nino Salukvadzeová · Sovětský svaz (URS)  | Tomoko Hasegawaová · Japonsko (JPN)       | Jasna Šekarićová · Jugoslávie (YUG)        |
| 10 metrů vzduchová pistole | Jasna Šekarićová · Jugoslávie (YUG)       | Nino Salukvadzeová · Sovětský svaz (URS)  | Marina Dobrantcheva · Sovětský svaz (URS)  |